# Gemäldegalerie der Prager Burg

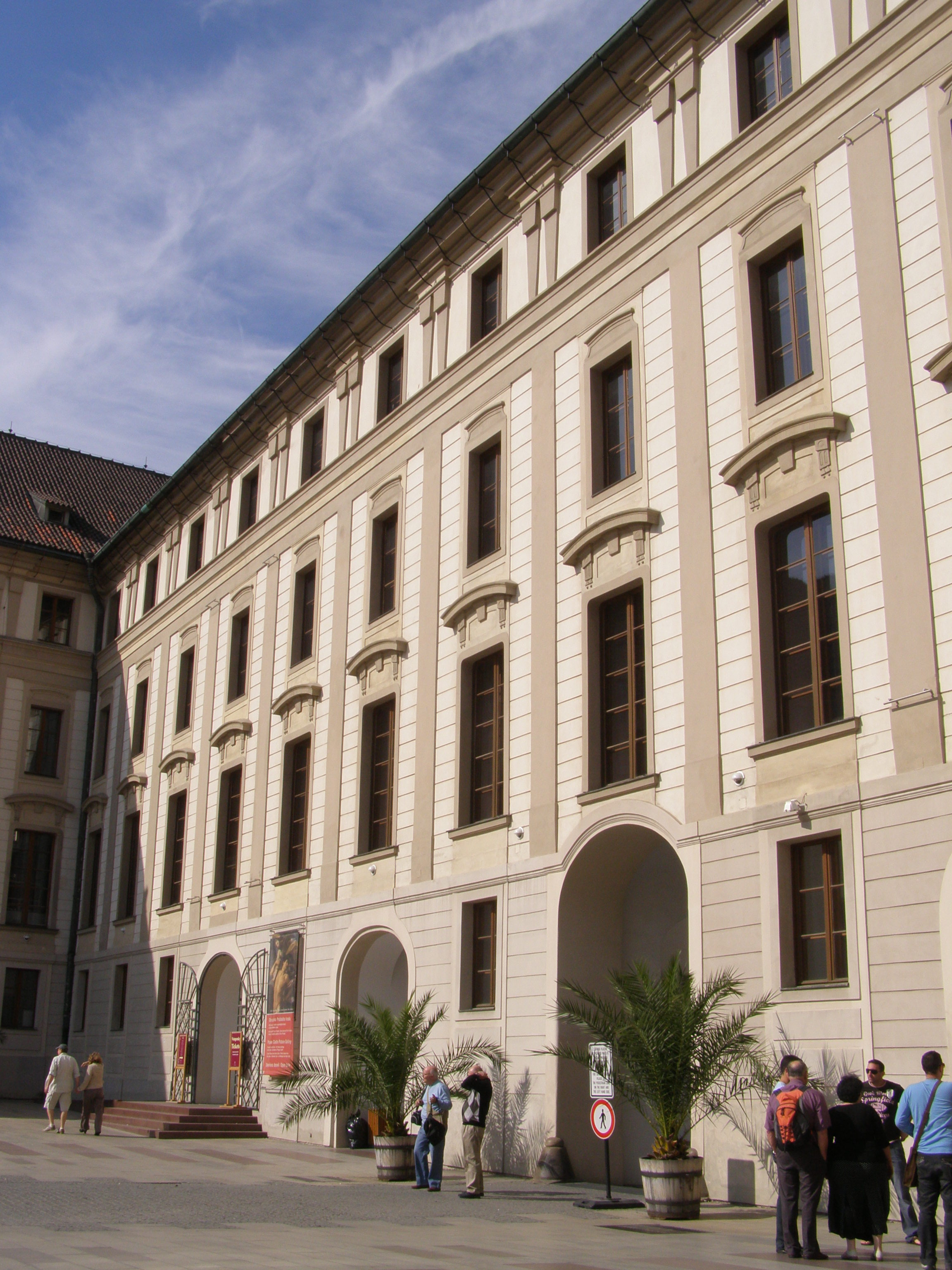
Gemäldegalerie der Prager Burg im II. Burghof.

Nr. 25

Die Gemäldegalerie der Prager Burg (tschechisch Obrazárna Pražského hradu) ist eine der ältesten Gemäldesammlungen in der Tschechischen Republik. Sie zeigt Werke Alter Meister der deutschen, italienischen, niederländischen und böhmischen Renaissance und des Manierismus sowie Gemälde des mitteleuropäischen und niederländischen Barock. Die Gemäldegalerie wurde Ende des 16. Jahrhunderts von Kaiser Rudolf II. gegründet. Später erlitt sie zahlreiche Verluste durch Verkäufe und Plünderungen, wurde aber immer wieder durch neue Werke ergänzt.
Die Gemäldegalerie befindet sich in den Räumen des Nord- und Westflügels im II. Burghof und ist seit der Neugestaltung 1965 der Öffentlichkeit zugänglich. Die ständige Ausstellung umfasst mehr als hundert der wertvollsten Gemälde aus der Sammlung der Prager Burg, die etwa 4000 Gemälde umfasst. Darunter sind Werke von Tizian, Rubens, Tintoretto, Veronese und Cranach.

## Geschichte und Beschreibung

### Gründung

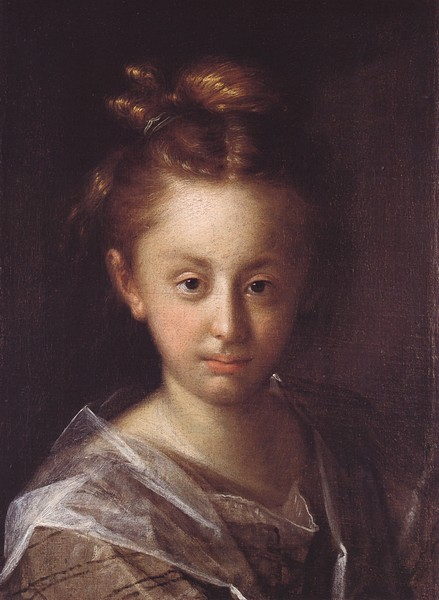
Hans von Aachen: Maria Maxmiliana.

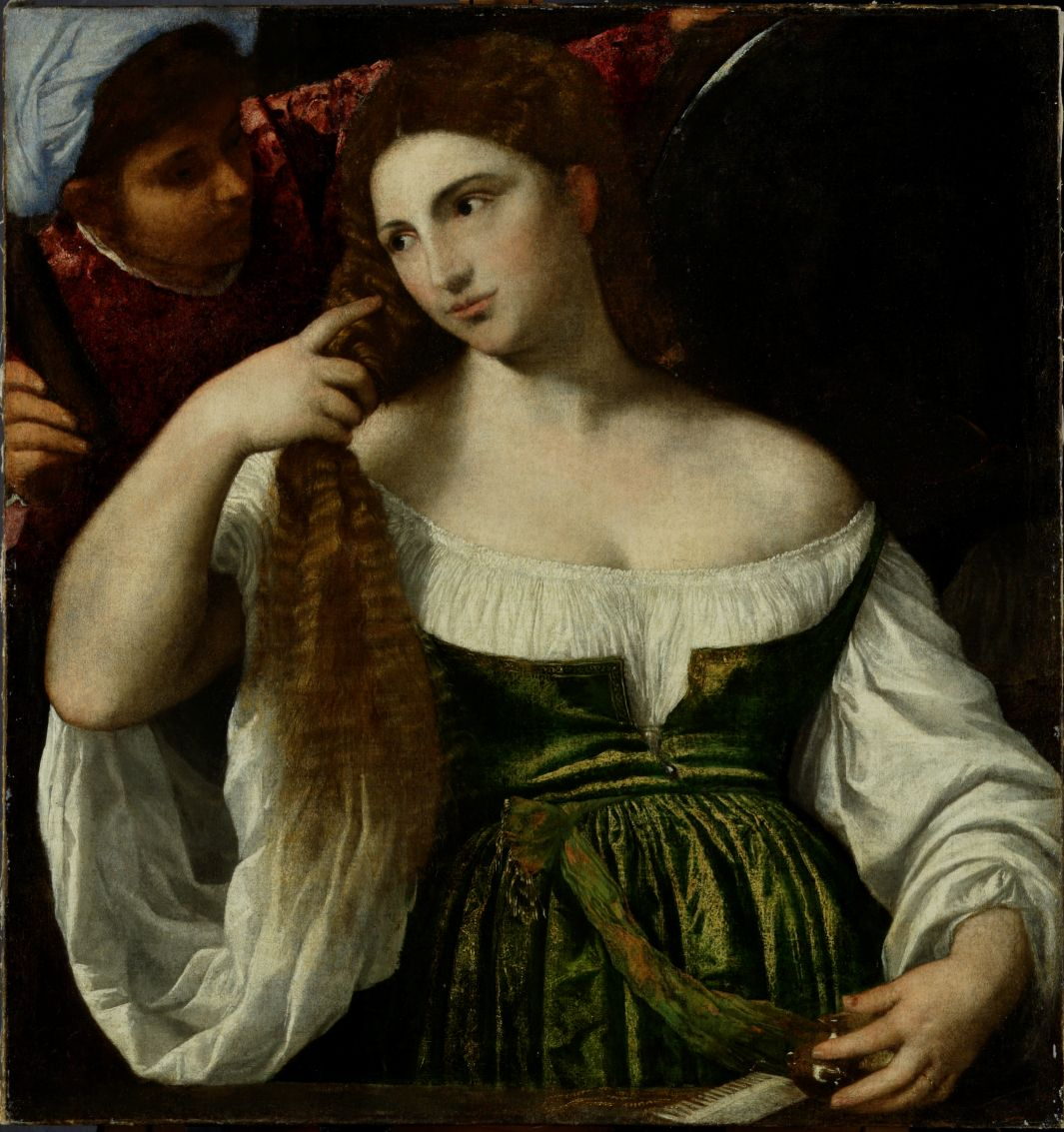
Tizian:Junge Frau bei der Toilette.

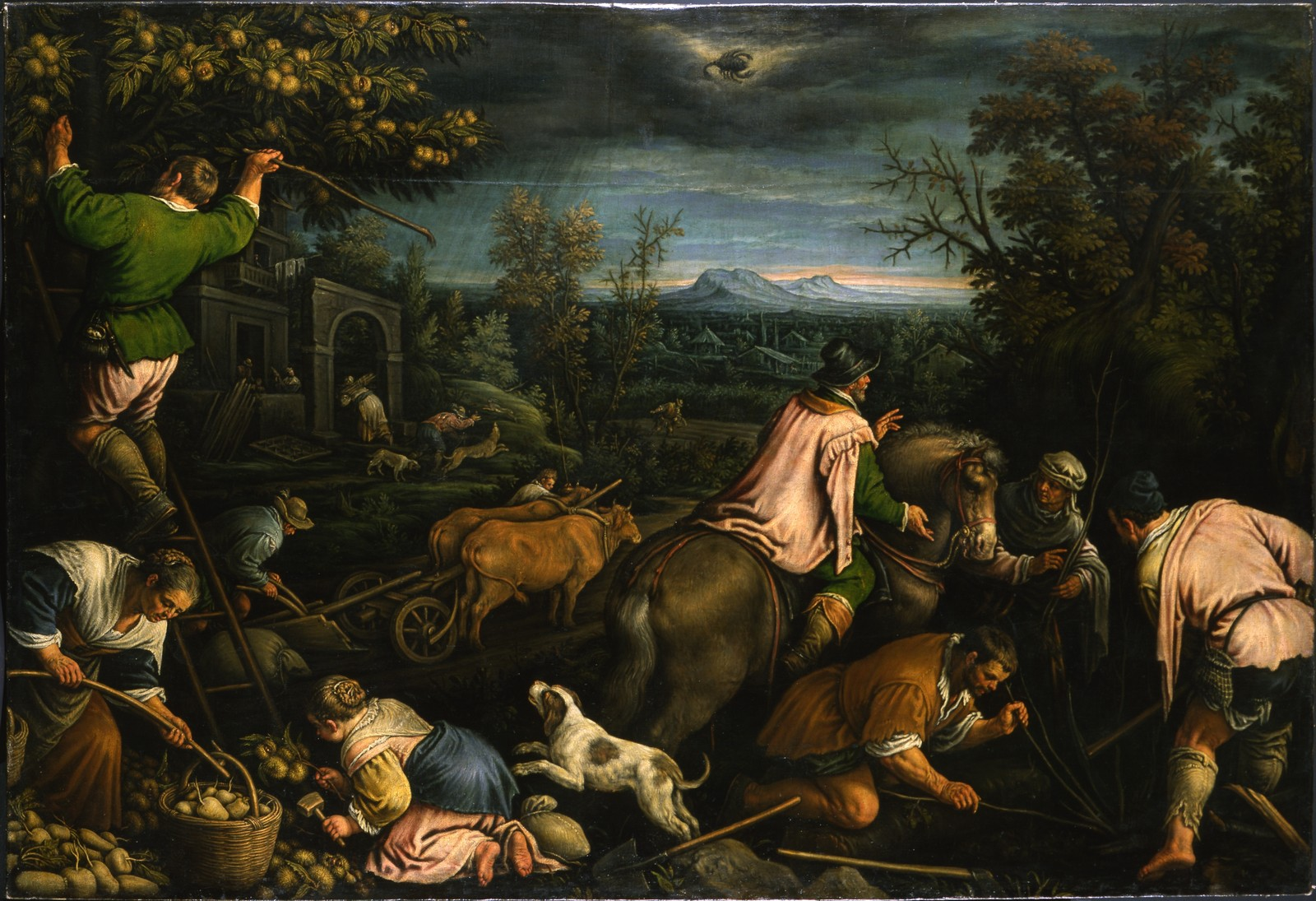
Jacopo Bassano: Allegorie des Herbstes.

Die Anfänge der Gemäldegalerie auf der Prager Burg gehen auf Kaiser Rudolf II. zurück. Der als Kunstliebhaber und Förderer von Kunst und Wissenschaft bekannte Kaiser verlegte 1583, nach seiner Krönung zum böhmischen König, seine Residenz nach Prag. Als leidenschaftlicher Sammler baute er bis zu seinem Tod im Jahr 1612 auf der Prager Burg eine umfangreiche Sammlung von Gemälden, Kunstgegenständen und Kuriositäten auf. Seine Regierungszeit wird in Böhmen als die Rudolfinische Epoche bezeichnet, sie trug zu einer großen kulturellen Blüte der böhmischen Länder bei.
Rudolf II. lud namhafte Künstler an seinen Hof ein, die in seinem Auftrag Kunstwerke schufen. Einer der bekanntester war der Maler Hans von Aachen. Rudolf II. erbte einige Kunstsammlungen von seinen Vorfahren und ergänzte sie durch Ankäufe und Aufträge an Künstler in vielen europäischen Ländern. Sein besonderes Interesse galt der italienischen, niederländischen und deutschen Malerei. Die Kunstwerke wurden von Kunsthändlern, von kaiserlichen Gesandten an wichtigen europäischen Höfen und von Hofkünstlern erworben, die in seinem Auftrag durch Europa reisten.
Die rasch anwachsenden Sammlungen erforderten eigens für sie errichtete Räume. Der Nordflügel der Burg zwischen dem heutigen II. Burghof und dem Hirschgraben wurde umgebaut und über den kaiserlichen Marställen entstanden zwei neue große Säle – die Rudolfsgalerie und der Spanische Saal. Im Jahr 1585 begann der Architekt Giovanni Gargioli mit dem Bau des sogenannten Langhauses oder Korridorhauses an der damaligen Westmauer der Burg. Das Korridorhaus, so genannt wegen seines 100 Meter langen Korridors im ersten Stock, trennt den heutigen zweiten und dritten Burghof. Im Erdgeschoss befand sich unter anderem eine Sattlerei, im ersten Stock die berühmte rudolfinische Kunstkammer mit naturkundlichen Sammlungen, Artefakten und Kuriositäten aus vielen Ländern, im zweiten Stock eine Galerie. Ab 1600 wurden die kaiserlichen Sammlungen in den neuen Räumen untergebracht.
Die rudolfinischen Sammlungen sollen die größten in Europa gewesen sein. Im Jahr 1612, dem Todesjahr des Kaisers, umfasste die gesamte Sammlung rund 3000 Exponate.

### Die allmähliche Auflösung
Nach Rudolfs Tod begann die allmähliche Auflösung der Kunstsammlungen. Während des Dreißigjährigen Krieges wurde ein großer Teil nach Wien gebracht oder fiel kriegerischen Plünderungen zum Opfer. Einen beträchtlichen Teil der wertvollsten Exponate erbeutete die schwedische Armee unter General Königsmarck bei der Besetzung Prags im Jahr 1648 (der sogenannte Prager Kunstraub). Königsmarck handelte dabei im direkten Auftrag der schwedischen Königin Christina, die ein Inventar der Sammlungen besaß.
Mitte des 17. Jahrhunderts erlebte die Gemäldegalerie auf der Prager Burg eine neue Blütezeit, als Kaiser Ferdinand III. im Jahr 1648 eine wertvolle Sammlung von Lord Buckingham in Antwerpen erwarb und sie zusammen mit anderen Gemälden aus Wien in den rudolfinischen Galerieräumen installierte. Darunter waren auch Bilder aus der Sammlung Leopold Wilhelms, des Bruders Ferdinands III. Nach einem Inventar von 1685 befanden sich in Prag 551 Gemälde, der Schwerpunkt lag auf italienischer, niederländischer und deutscher Malerei des 16. und 17. Jahrhunderts. Die Gemälde alter Meister wie Tizian, Veronese, Tintoretto und Rubens in der Prager Burggalerie beeinflussten die böhmische Malerei des Barocks und gaben insbesondere Peter Johann Brandl wichtige künstlerische Impulse.
Im 18. Jahrhundert kam es zum erneuten Niedergang der Burggalerie. Karl VI. ließ viele wertvolle Gemälde in die habsburgischen Sammlungen nach Wien bringen, viele wurden auch an die Dresdner Galerie verkauft. Im Zuge des theresianischen Umbaus der Prager Burg durch den Architekten Nikolaus von Pacassi wurde die eigenständige Burggalerie 1762 aufgelöst und die nicht nach Wien gebrachten Bilder zur Ausstattung der Repräsentations- und Wohnräume des Neuen Königspalastes verwendet. Dabei wurden ihre Maße rücksichtslos dem regelmäßigen Muster der Wandvertäfelung angepasst. Die ursprünglichen Räume der rudolfinischen Sammlungen wurden seit dem Umbau nicht mehr als Galerie genutzt, sondern dienen bis heute als Repräsentationsräume. Trotz dieses Ausverkaufs blieb ein Teil der ursprünglichen Gemälde in Lagerräumen vergessen, das Wissen um ihre Herkunft und ihren Wert ging jedoch in den folgenden Jahren verloren.

### Erneuerung der Galerie

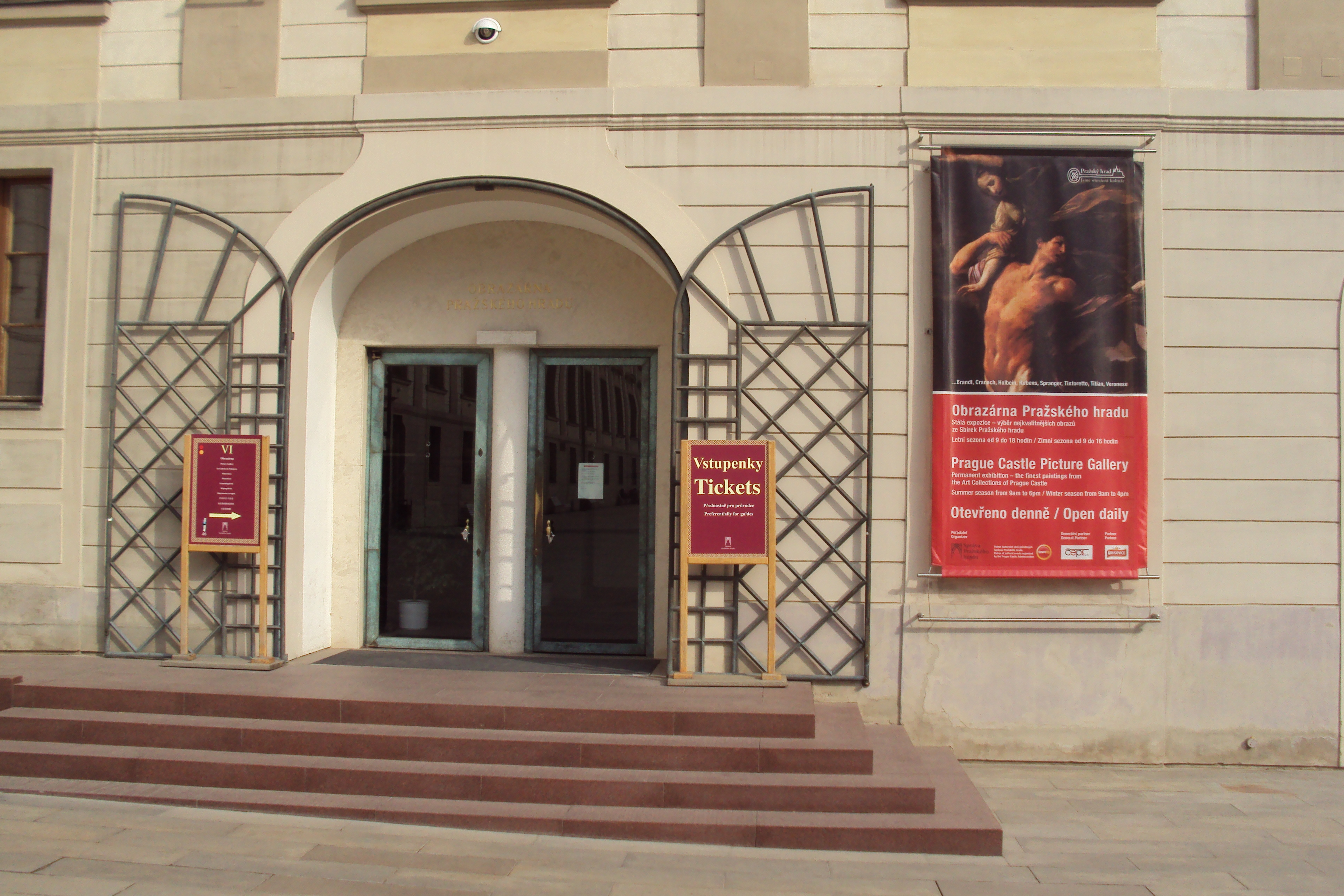
Eingang zur Gemäldegalerie im II. Burghof.

Nach dem Ende des Ersten Weltkriegs forderte die neu gegründete Tschechoslowakische Republik von Österreich die Rückgabe der Gemälde. Die österreichische Seite erkannte diese Forderung an, bot aber nur Bilder von minderer Qualität zur Rückgabe an, so dass es zu keiner Einigung kam. Im Jahr 1930 begann man mit dem Ankauf von Gemälden für die Prager Burg aus den Mitteln des sogenannten Masaryk-Fonds, man konzentrierte sich dabei auf die alten Meister des böhmischen Barocks und auf Malerei des 19. und des frühen 20. Jahrhunderts. Ein Teil der Gemälde wurde an die Nationalgalerie Prag ausgeliehen und in deren Räumen im Rudolfinum ausgestellt.
Erst in den 1960er Jahren erhielt die Gemäldegalerie wieder eigene Räume auf der Prager Burg. Sie wurden in den ehemaligen kaiserlichen Marställen im Erdgeschoss des Nord- und Westflügels des Neuen Königspalastes eingerichtet, direkt unter den Sälen, in denen einst die rudolfinischen Sammlungen untergebracht waren. Unter der Leitung des Kunsthistorikers Jaromír Neumann wurden die auf der Burg verbliebenen alten Gemälde identifiziert, bewertet und restauriert sowie die wechselvolle Geschichte der rudolfinischen Sammlungen anhand historischer Inventare und anderer Dokumente vom 16. Jahrhundert bis in die Gegenwart dargestellt. Die neue Burggalerie, die nach dem Entwurf der Architekten František Cubro und Josef Hrubý errichtet wurde, bestand aus sechs Sälen und wurde im Jahr 1965 feierlich eröffnet.
In den 1990er Jahren wurde die Ausstellung nach einem neuen Konzept der Kunsthistorikerin Eliška Fučíková umgestaltet, die Galerieräume unter der Leitung des Architekten Bořek Šípek grundlegend renoviert und der Eingang in den II. Burghof verlegt. Es gelang auch, einige Gemälde aus der ursprünglichen Sammlung Rudolfs II. zu erwerben. Die Wiedereröffnung fand im Jahr 1998 statt. In den Jahren 2019–2022 wurde die Klimatechnik modernisiert und nach einer Renovierung der Räumlichkeiten wurde die Galerie im Januar 2023 mit einer neuen Ausstellung der Öffentlichkeit vorgestellt.